# Lilium washingtonianum
Lilium washingtonianum là một loài thực vật có hoa trong họ Liliaceae. Loài này được Kellogg miêu tả khoa học đầu tiên năm 1859.